# Jesko Raffin
Jesko Raffin (Zürich, Suiza, 12 de junio de 1996) es un piloto de motociclismo suizo, que corre actualmente en Moto2 en el equipo NTS RW Racing GP.

## Biografía
Raffin debutó en el Campeonato del Mundo de Moto2 en 2012 con el GP Team Switzerland como sustituto del lesionado Randy Krummenacher; en tres carreras tuvo un 18.º puesto en Sepang como mejor resultado.
Después de ganar el Campeonato de Moto2 del CEV en 2014, en 2015 Raffin regresó al Campeonato del Mundo de Moto2 como piloto a tiempo completo, compitiendo con una Kalex del equipo Sports-Millions–Emwe–SAG. No logró anotar puntos en el campeonato, ya que su mejor resultado fue el 17.º lugar, obtenido en tres ocasiones, en Indianápolis, Motegi y Phillip Island.
Raffin se quedó con el mismo equipo para 2016. Logró sus primeros puntos en el Gran Premio de España celebrado en Jerez con un 14.º lugar y un 8.º como mejor resultado en Sachsenring.

## Resultados

### CEV Moto2
| Temporada | 1       | 2       | 3     | 4       | 5     | 6       | 7     | 8     | 9     | 10    | 11  | Pos. | Pts. |
| --------- | ------- | ------- | ----- | ------- | ----- | ------- | ----- | ----- | ----- | ----- | --- | ---- | ---- |
| 2012      | JER Ret | NAV 8   | ARA 5 | CAT Ret | ALB 7 | ALB Ret | VAL 7 |       |       |       |     | 11.º | 37   |
| 2013      | CAT 7   | ARA Ret | ARA 1 | ALB 4   | ALB 7 | NAV 4   | NAV 4 | VAL 7 | JER 4 |       |     | 4.º  | 104  |
| 2014      | JER Ret | ARA 1   | ARA 1 | CAT 1   | ALB 1 | NAV 4   | NAV 1 | ALG 4 | ALG 6 | VAL 1 |     | 1.º  | 186  |
| 2018      | EST 3   | EST 1   | VAL 1 | CAT 1   | CAT 2 | ARA 2   | ARA 2 | JER 2 | ALB 5 | ALB 6 | VAL | 1.º  | 187  |

### Campeonato del mundo de motociclismo

#### Por temporada
| Año   | Cat.  | Moto     | Equipo                   | Carreras | Victorias | Podios | Poles | V.Ráp. | Pts. | Pos. |
| ----- | ----- | -------- | ------------------------ | -------- | --------- | ------ | ----- | ------ | ---- | ---- |
| 2012  | Moto2 | Kalex    | GP Team Switzerland      | 3        | 0         | 0      | 0     | 0      | 0    | NC   |
| 2015  | Moto2 | Kalex    | Sports-Millions-EMWE-SAG | 18       | 0         | 0      | 0     | 0      | 0    | NC   |
| 2016  | Moto2 | Kalex    | Sports-Millions-EMWE-SAG | 17       | 0         | 0      | 0     | 0      | 14   | 25.º |
| 2017  | Moto2 | Kalex    | Garage Plus Interwetten  | 18       | 0         | 0      | 0     | 0      | 26   | 20.º |
| 2018  | Moto2 | Kalex    | SAG Team                 | 6        | 0         | 0      | 0     | 0      | 10   | 22.º |
| 2019  | Moto2 | NTS      | NTS RW Racing GP         | 8        | 0         | 0      | 0     | 0      | 6    | 27.º |
| 2019  | Moto2 | Kalex    | Dynavolt Intact GP       | 8        | 0         | 0      | 0     | 0      | 6    | 27.º |
| 2019  | MotoE | Energica | Dynavolt Intact GP       | 6        | 0         | 0      | 0     | 0      | 47   | 8.º  |
| 2020  | Moto2 | NTS      | NTS RW Racing GP         | 2        | 0         | 0      | 0     | 0      | 0*   | NC*  |
| Total |       |          |                          | 78       | 0         | 0      | 0     | 0      | 103  |      |

- * Temporada en curso.

#### Carreras por año
| Año  | Cat.  | Moto     | 1      | 2      | 3       | 4      | 5      | 6      | 7       | 8      | 9      | 10     | 11     | 12     | 13      | 14     | 15     | 16     | 17     | 18     | 19     | Pos. | Pts. |
| ---- | ----- | -------- | ------ | ------ | ------- | ------ | ------ | ------ | ------- | ------ | ------ | ------ | ------ | ------ | ------- | ------ | ------ | ------ | ------ | ------ | ------ | ---- | ---- |
| 2012 | Moto2 | Kalex    | QAT    | ESP    | POR     | FRA    | CAT    | GBR    | NED     | GER    | ITA    | IND    | CZE    | RSM    | ARA 27  | JPN 28 | MAL 18 | AUS    | VAL    |        |        | NC   | 0    |
| 2015 | Moto2 | Kalex    | QAT 22 | AME 24 | ARG 28  | ESP 25 | FRA 24 | ITA 23 | CAT 24  | NED 21 | GER 21 | IND 17 | CZE 26 | GBR 21 | RSM Ret | ARA 20 | JPN 17 | AUS 17 | MAL 21 | VAL 24 |        | NC   | 0    |
| 2016 | Moto2 | Kalex    | QAT 18 | ARG 23 | AME 21  | ESP 14 | FRA 23 | ITA 26 | CAT DNS | NED 18 | GER 8  | AUT 24 | CZE 24 | GBR 17 | RSM 15  | ARA 20 | JPN 17 | AUS 13 | MAL 16 | VAL 17 |        | 25.º | 14   |
| 2017 | Moto2 | Kalex    | QAT 14 | ARG 13 | AME 21  | ESP 20 | FRA 23 | ITA 23 | CAT 23  | NED 17 | GER 16 | CZE 29 | AUT 18 | GBR 27 | RSM 9   | ARA 23 | JPN 25 | AUS 4  | MAL 15 | VAL 21 |        | 20.º | 26   |
| 2018 | Moto2 | Kalex    | QAT    | ARG    | AME     | ESP    | FRA    | ITA    | CAT     | NED    | GER    | CZE    | AUT    | GBR    | RSM 15  | ARA 23 | THA    | JPN 20 | AUS 8  | MAL 19 | VAL 15 | 22.º | 10   |
| 2019 | Moto2 | NTS      | QAT 14 | ARG 15 | AME 16  | ESP    | FRA    | ITA    | CAT     | NED    | GER    | CZE    | AUT    | GBR    | RSM     |        | THA 21 | JPN 19 | AUS 13 | MAL 20 | VAL    | 27.º | 6    |
| 2019 | Moto2 | Kalex    |        |        |         |        |        |        |         |        |        |        |        |        |         | ARA 20 |        |        |        |        |        | 27.º | 6    |
| 2019 | MotoE | Energica | GER 13 | AUT 9  | RSM 4   | RSM 7  | VAL 7  | VAL 10 |         |        |        |        |        |        |         |        |        |        |        |        |        | 8.º  | 47   |
| 2020 | Moto2 | NTS      | QAT 23 | ESP 21 | AND DNS | CZE    | AUT    | EST    | RSM     | ERM    | CAT    | FRA    | ARA    | TER    | EUR     | VAL    | POR    |        |        |        |        | NC*  | 0*   |

- * Temporada en curso.